# Robert Hall (economista)
Robert Ernest "Bob" Hall (nascido em 13 de agosto de 1943) é um economista americano e um membro sênior na Robert e Carole McNeil na Universidade Stanford. Ele é geralmente considerado um macroeconomista, mas ele se descreve como parte da "economia aplicada".
Hall recebeu um BA em Economia na Universidade da Califórnia, em Berkeley, e um Doutorado em Economia pelo MIT por uma tese intitulada Ensaios sobre a Teoria da Riqueza , sob a supervisão de Robert Solow.
Hall é um membro da Instituição Hoover, a Academia Nacional de Ciências, pesquisador em ambas: Academia Americana de Artes e Ciências e a Sociedade Econométrica, e um membro do NBER, onde ele é o diretor do programa do ciclo de negócios. Hall serviu como Presidente da American Economic Association em 2010.

## Ideias
Hall tem uma ampla gama de interesses, incluindo a tecnologia, a concorrência, o emprego e a política.
- Hall é talvez o mais famoso por co-originar o imposto fixo com Alvin Rabushka . Eles são co-autores de um livro com o mesmo nome. Os dois atuam frequentemente como assessores de países da Europa Oriental que desejam adotar o imposto fixo.
- Em 1978, a Prefeitura mudou o rumo da investigação sobre o consumo , mostrando que, sob expectativas racionais, o consumo deve ser um martingale.[3] Antes disso, influenciado por Milton Friedman's renda permanente hipótese sob expectativas adaptativas, os economistas tinham previsto rendas passadas para afetarem o consumo do presente alterando as expectativas dos indivíduos sobre a sua renda permanente.[4] Em vez disso, a teoria de Hall apontou para uma relação entre o consumo atual e expectativa de resultado futuro, o que implica que o consumo deve alterar apenas quando há notícias surpreendentes sobre a renda. Este, por sua vez, implica que alterações no consumo deve ser imprevisível (o que é chamado de propriedade  'de gamarra' em estatísticas). Hall surpreendeu a profissão macroeconômica ao fornecer evidências de que o consumo era, de fato, imprevisível. Evidências subsequentes mostraram que o consumo é mais previsível do que ele afirmava,[5] mas desde o artigo de Hall, a pesquisa mais empírica sobre o consumo tomou o caso da martingale como base e focou em quais mecanismos poderiam causar desvios do consumo de martingale.[6]
- Em 1982, Hall projetou a moeda alternativa baseada em commodities ANCAP.
- Ao descrever se o custo marginal é pró-cíclico, Hall argumentou que a chave é saber que os choques de produtividade na teoria dos ciclos econômicos reais são, na verdade, o resultado do poder de monopólio. Como os monopólios podem vender onde seu preço excede o custo marginal, eles tendem a ter excesso de capacidade. Assim, à medida que a demanda aumenta, o excesso de capacidade diminui e o custo marginal se aproxima do preço e, dessa forma, é pró-cíclico. Essa ideia captura a distinção entre produtividade real e crescimento da produtividade ; enquanto há maior produtividade (menos está sendo desperdiçado), os trabalhadores não estão se tornando mais produtivos.
- Para explicar os salários grosseiros , Hall enfatiza a importância dos custos suportados pelo empregador. As empresas se beneficiam quando os tempos são bons, mas são penalizadas quando os tempos são escassos (porque os salários costumam ser fixos) e pagam pela procura de uma boa correspondência empregado / empregador. Assim, os empregadores são mais avessos ao risco na contratação e têm menos incentivo para se engajar na busca. Daí empregadores simplesmente não contratar em tempos de inatividade. Essa ideia é reforçada porque os trabalhadores não podem coletivamente sinalizar que trabalharão por menos nos tempos de inatividade, os salários tendem a se manter para cima.